# Lindackeria cuneatoacuminata
Lindackeria cuneatoacuminata är en tvåhjärtbladig växtart som först beskrevs av De Wild., och fick sitt nu gällande namn av Ernest Friedrich Gilg. Lindackeria cuneatoacuminata ingår i släktet Lindackeria och familjen Achariaceae. Inga underarter finns listade i Catalogue of Life.